# Jason Canela
Jason Canela (Miami, Florida 1992. április 25. –) amerikai színész.

## Élete és pályafutása
1992. április 25-én született Miamiban kubai származású szülők gyermekeként. Édesanyja Lisette, édesapja Heriberto Canela. Három testvére van: Erick, Annette és Jencarlos. Tíz hónapos volt, amikor ikertestvére, Jiovanni meghalt. Bátyja, Aquiles egy lovas balesetben halt meg.
Három évet tanult Sebastián Ligarde színészképző iskolájában. 2009-ben egy rövid szerepet kapott az Ördögi kör egy epizódjában. A következő évben Santiagot alakította az Elisa nyomában című telenovellában.
2014-ben jelentette be, hogy a Puerto Ricó-i színésznő, Zuleyka Rivera a barátnője.

## Filmográfia

### Televízió
| Év   | Eredeti Cím        | Cím                               | Szerep          | Stúdió                                                            |
| ---- | ------------------ | --------------------------------- | --------------- | ----------------------------------------------------------------- |
| 2010 | ¿Dónde está Elisa? | Elisa nyomában                    | Santiago Rincón | Telemundo                                                         |
| 2013 | The Glades         | Glades - Tengerparti gyilkosságok | Brad            | Innuendo Productions - Grand Productions - Fox Television Studios |
| 2013 | Cosita Linda       |                                   | Cacho           | Venevision                                                        |

### Film
- Loss (2012)
- Regresión (2012) ... Sergio
- Single in South Beach (2014) ... Pablo